# Kaci Brown
Kaci Dozier Deanne (7 de julho de 1988) é uma cantora de pop e R&B norte-americana. Ela nasceu em Sulphur Springs, os pais James Michael Brown Jr. e Annette Marie Thomas são do Texas.

## Carreira
Em 2001, aos 13 anos de idade, Kaci Brown assinou o seu primeiro contrato de edição com a música, ainda Trabalhando na gravadora de propriedade da viúva de Roy Orbison Barbara. Kaci Brown fazia concertos cada fim de semana em todo o seus estado.
Em 2005, ela lançou seu primeiro single "Unbelievable", o clipe começou a virar rotina na MTV, e parou na MTV TRL em 18° no Top 20 especial, e a música ainda chegou a #1 na Rádio Disney. Kaci debutou com o álbum "Instigator" lançado 9 de agosto de 2005 nos Estados Unidos, ela compôs todas as canções juntamente com o produtor. No final de 2005, ela passou o verão em turnê com os Backstreet Boys. Em janeiro de 2006, poucos meses depois que "Unbelievable" foi lançado, ela ainda foi classificada para a Billboard's Hot Dance Music/Club Play charts em 49º lugar com um clube Remix do álbum "Instigador" em poucas semanas, o CD foi o top 30. 
Em Janeiro de 2006 Kaci participou do "John Lennon Educational Tour" de ônibus. Ela deu algumas performances e algumas dicas sobre como escrever uma boa canção. Em 9 de maio de 2006 lançou o seu segundo single, "Instigador", a canção vem caracterizado por dois rappers desconhecidos, VA Slim e El Fudge que também estão no vídeo. A única marca do single foi 80°, e com o "Mediabase", 9º lugar no "Hot Dance Music/Club Play" e em 13º lugar no "Hot Dance Single Sales".
Em 2006, Kaci foi vista com AJ McLean, membro do Backstreet Boys. McLean é mais velho do que ela (dez anos mais velho). Ela saiu com Aaron Carter, em 2007, o irmão de Nick Carter, que também era um membro dos Backstreet Boys.
Entre 2009 e 2011, Kaci compôs alguma canções para os artistas Pixie Lott e Greyson Chance. Ela se casou em 6 de Abril de 2012 no Beau Dozier, e deu à luz seu primeiro filho meses depois.

## Discografia

### Álbuns
- 2005 Instigator
- 2007 Inspirational

### Singles
- 2005 Unbelievable
- 2006 Instigator